# Свишенский сельсовет
Сви́шенский сельсове́т — сельское поселение в Долгоруковском районе Липецкой области.
Административный центр — село Свишни.

## География
Свишенский сельсовет находится в северной части района. Граничит на юго-востоке со Стегаловским, на западе с Грызловским сельскими поселениями Долгоруковского района, на северо-востоке с Елецким районом.
По территории поселения протекают реки Быстрая Сосна и Свишня, несколько небольших ручьёв.

## Население
| 2010 | 2012 | 2013 | 2014 | 2015 | 2016 | 2017 |
| ---- | ---- | ---- | ---- | ---- | ---- | ---- |
| 501  | ↘478 | ↘465 | ↗468 | ↘459 | ↘440 | ↗441 |
| 2018 | 2021 |      |      |      |      |      |
| ↘438 | ↘340 |      |      |      |      |      |

## Состав сельского поселения
| № | Населённый пункт | Тип населённого пункта       | Население |
| - | ---------------- | ---------------------------- | --------- |
| 1 | Агарково         | деревня                      | 54        |
| 2 | Ильинка          | деревня                      | →17       |
| 3 | Липовка          | деревня                      | →5        |
| 4 | Нестеровка       | деревня                      | 3         |
| 5 | Свишни           | село, административный центр | →394      |
| 6 | Троицкое         | деревня                      | 28        |

## Культура и образование
- Центр культуры и досуга (Дом культуры) и библиотека

## Инфраструктура
- Отделение почтовой связи
- Офис обслуживания Сбербанк России

## Медицина
- Фельдшерско-акушерский пункт

## Экономика
- ООО АФ «Свишенская»
- сеть продовольственных магазинов

## Транспорт
Поселение связано автомобильным шоссе с райцентром Долгоруково, развита сеть местных дорог.

## Достопримечательности
- Церковь Богоявления Господня начала XIX века в селе Свишни